# Lepanthes standleyi
Lepanthes standleyi är en orkidéart som beskrevs av Oakes Ames. Lepanthes standleyi ingår i släktet Lepanthes och familjen orkidéer.
Artens utbredningsområde är Costa Rica. Inga underarter finns listade i Catalogue of Life.